# 1904년 미국 대통령 선거
1904년 미국 대통령 선거는 1904년 미국에서 치러진 대통령 선거로, 윌리엄 매킨리 대통령 암살로 대통령직을 승계받은 부통령 시어도어 루스벨트가 민주당의 앨튼 파커 후보를 큰 표차로 따돌리고 승리하였다.

## 후보선출

### 공화당
공화당에선 강력한 대선후보였던 마크 한나가 사망하면서 시어도어 루즈벨트 대통령이 만장일치로 대통령 후보로 선출되었다

### 민주당
1904년 7월, 민주당 전당대회에선 명망 높은 뉴욕주 고등법원장 앨튼 파커가 대통령 후보로 선출된다

### 사회당
사회당은 유진 뎁스 총재를 대통령 후보로 선출한다

## 선거 결과
| 대통령 후보       | 정당       | 근거지       | 득표수    | 지지율 | 선거인단 득표 |
| ----------------- | ---------- | ------------ | --------- | ------ | ------------- |
| 시어도어 루즈벨트 | 공화당     | 뉴욕         | 7,630,457 | 56.42% | 336           |
| 앨튼 파커         | 민주당     | 뉴욕         | 5,083,880 | 37.59% | 140           |
| 유진 뎁스         | 사회당     | 인디애나     | 402,810   | 2.98%  | 0             |
| 사일러스 스왈로우 | 금지당     | 펜실베이니아 | 259,102   | 1.92%  | 0             |
| 토머스 E. 왓슨    | 인민당     | 조지아       | 114,070   | 0.84%  | 0             |
| 찰스 코레건       | 사회노동당 | 뉴욕         | 33,454    | 0.25%  | 0             |
| 계                | 계         | 13,525,002   | 100.00 %  | 476    |               |

| 부통령 후보     | 정당       | 근거지     | 선거인단 득표 |
| --------------- | ---------- | ---------- | ------------- |
| 찰스 페어뱅크스 | 공화당     | 인디애나   | 336           |
| 헨리 데이비스   | 민주당     | 버지니아   | 140           |
| 벤자민 핸포드   | 사회당     | 뉴욕       | 0             |
| 조지 캐롤       | 금지당     | 텍사스     | 0             |
| 토머스 티블스   | 인민당     | 네브래스카 | 0             |
| 윌리엄 콕스     | 사회노동당 | 일리노이   | 0             |
| 계              | 계         | 계         | 476           |

## 같이 보기
- 1904년 미국 하원의원 선거
- 1904년 미국 상원의원 선거